# 関哲汰
関 哲汰（せき てった、1997年11月24日 - ）は、日本の歌手、俳優。
神奈川県出身で、スターダストプロモーション制作3部に所属し、5人組ダンス&ボーカルグループ・ONE N' ONLYのボーカルとして活動している。かつてはEBiDAN内のユニット・EBiSSHのメンバーでもあり、グループ両立期を経て現在はONE N’ ONLYに専念している。

## 略歴
1997年11月24日、神奈川県に生まれる。高校2年生のとき、学校帰りに友人とフードコートに立ち寄った際にスカウトされ、芸能界入りした。スターダストプロモーションの若手男性俳優集団EBiDANに所属し、ダンス＆ボーカルユニットの研修生として活動を開始。2016年4月16日、同じ事務所のREIやNAOYAらと4人組ユニット「EBiSSH」を結成し、本格的に芸能活動をスタートさせた。2018年4月、EBiSSHとさとり少年団による合同プロジェクト「ONE N’ ONLY」が発足し、関はボーカルメンバーとして参加。7人組グループONE N’ ONLYは同年11月にCDデビューを果たし、以降グループの音楽活動と並行して俳優業にも取り組んでいる。
俳優としての初仕事は2016年、WOWOWドラマ『グーグーだって猫である2』第3話への出演である。2017年11月には東海テレビ・フジテレビ系ドラマ『さくらの親子丼』最終話に少年・大地役で登場し、2019年1月にはフジテレビの深夜ドラマ『JOKER×FACE』第1話に出演した。2021年、日本テレビ系列の深夜ドラマ『FAKE MOTION －たったひとつの願い－』で山浦孝之役を演じ、連続ドラマに初のレギュラー出演を果たす。同年4月には同作を原案とした舞台『FAKE MOTION 2021 SS LIVE SHOW』およびステージ公演『FAKE MOTION -THE SUPER STAGE-』に山浦孝之役で出演し、舞台俳優としても活動した。
グループ活動以外にもメディア出演の場を広げ、バラエティ番組や配信企画にも積極的に参加している。2022年1月、ひかりTV・dTVチャンネルのバラエティ『特命ぺこぱ〜ぺこぱ貸します〜』にゲスト出演し、同月放送のABEMA特番『いま、好きな人いる？～2022年恋占いSP～』にも登場した。
2023年3月、関がメンバーとして主演する映画『バトルキング!! -We'll rise again-』が公開され、真田晋作役を演じた。これが映画初出演であり、アクション要素の強い作品で自ら体当たりの演技に挑戦した。翌2024年9月には、格闘技イベント「ケンカバトルロワイアル」を題材とした映画『100秒の拳王-ケンカバトルロワイアル-』で映画単独初主演を務め、戸籍の無いストリートファイター・鷲田隆役を演じた。この役作りのために体重を10kg増やし筋力トレーニングに励むなど肉体改造を行ったことも明かしている。
2024年にはテレビドラマへの出演も相次いだ。テレビ朝日系の学園ドラマ『マルス-ゼロの革命-』や、テレビ東京の深夜ドラマ『パティスリーMON』第7話（2024年2月放送）にゲスト出演し、それぞれ物語の一幕を担った。また、読売テレビ制作のドラマ『未成年〜未熟な俺たちは不器用に進行中〜』では第3話（2024年11月放送）にメンバーの沢村玲とともに友情出演して話題となった。
2025年に入ると活動の幅はさらに広がる。1月期のテレビ東京ドラマ『マイ・ワンナイト・ルール』にレギュラー出演し、ヒロインの同僚である有馬兼役を演じた。同じくテレビ東京の深夜ドラマ『家政婦クロミは腐った家族を許さない』では第1話・第2話（2025年1月放送）に高校教師・佐久間修一役でゲスト出演した。映画では、自身も出演した「バトルキング!!」シリーズの続編『BATTLE KING!! Map of The Mind -序奏- / -終奏-』が前後編2部作で公開され、引き続き真田晋作役を務めた（序奏：2025年2月14日、終奏：同年3月14日公開）。さらに4月上旬から配信開始の短編ドラマ『他人未満-親愛なる疎ましい貴方-』においては、W主演の平川結月・本島純政のもとで主要キャストの一人・大沢哲哉役を演じることが発表されており、配信ドラマへの出演にも意欲を見せている。

## 人物
明るく天真爛漫な性格で知られ、持ち前のサービス精神で周囲を盛り上げるムードメーカーである。本人曰く「小さい頃から人前で目立ちたいタイプ」で、幼少期はサッカー選手、小学生時代はお笑い芸人、中学生では俳優、高校生ではアーティストになりたいと次々に憧れが変わっていったという。西島隆弘のファンであることを公言しており、アーティスト活動を始めるきっかけとなった存在であると語っている。
趣味はサウナ巡り、美容グッズ集め、ウォーキング、そしてカラオケ（DAMのVIP会員になるほど熱中）である。特技には絵を描くことやヘアスタイリング、ゲーム「太鼓の達人」、手押し相撲、ものまねなど多彩な一面を持つ。とくにサウナ好きとして有名で、雑誌のインタビューでも「サウナ大好きなイケメンコンビ」と紹介されるほどであり、グループ内でも同じくサウナ好きを公言する上村謙信とは一緒に各地のサウナに出かけることもあるという。また、無類のスナック菓子好きでもあり、特にポテトチップスには目がない。一人占めするように手で包み込んで食べる「子どもみたい」な食べ方を自分でも笑って語っている。甘いものより炭酸飲料を好み、好きな飲み物はコーラであると公言している（愛称の「てった Cola男」という呼び名はここからファンに広まった）。

## 出演

### テレビドラマ
- グーグーだって猫である2 第3話（2016年6月25日）[10]
- さくらの親子丼 第8話（2017年11月25日、東海テレビ・フジテレビ系） - 大地 役[10]
- JOKER×FACE 第1話（2019年1月14日、フジテレビ）[10]
- FAKE MOTION -たったひとつの願い-（2021年1月20日 - 、日本テレビ） - 山浦孝之 役[11][12]
- マルス-ゼロの革命-（2024年1月23日 - 3月19日、テレビ朝日）- 生徒役[19]
- パティスリーMON 第7話（2024年2月21日、テレビ東京） - 刈谷 役[20]
- 未成年〜未熟な俺たちは不器用に進行中〜 第3話（2024年11月19日、読売テレビ）[21][22]
- マイ・ワンナイト・ルール（2025年1月7日 - 2月25日、テレビ東京） - 有馬兼 役[23]
- 家政婦クロミは腐った家族を許さない 第1話・第2話（2025年1月11日・18日、テレビ東京） - 佐久間修一 役[24]
- 年下童貞くんに翻弄されてます 第5話 -（2025年5月23日 - 、毎日放送） - 海野翔 役[31]

### バラエティ
- いま、 好きな人いる？～2022年恋占いSP～（2022年1月2日、ABEMA）[10]
- 特命ぺこぱ〜ぺこぱ貸します〜（2022年1月17日、dTVチャンネル・ひかりTV）[32]

### 映画
- バトルキング!! -We'll rise again-（2023年3月10日） - 主演・真田晋作 役（ONE N' ONLYとして主演）[33]
  - BATTLE KING!! Map of The Mind -序奏・終奏-（2025年2月14日・3月14日）[34][35]
- 100秒の拳王 -ケンカバトルロワイアル-（2024年9月6日） - 主演・鷲田隆 役[36]

### 舞台
- 舞台「FAKE MOTION -卓球の王将-」（2020年7月2日 - 10日、品川プリンスホテル ステラボール / 17日 - 26日、AiiA 2.5 Theater Kobe）- 山浦孝之 役　2021年春に延期。[37]
- 舞台「FAKE MOTION -THE SUPER STAGE- 」（(2021年4月19日 - 5月2日、品川プリンスホテル ステラボール） - 山浦孝之 役[14]

### 配信ドラマ
- 他人未満-親愛なる疎ましい貴方-（UniReel、2025年4月14日）[38]

### ミュージックビデオ
- CTS「DREAM ILLUMINATION」（2016年3月18日）[39]
- LAGOON「僕たちの毎日が永遠になる。」（2016年6月1日）[40]

### CM
- エレメンタルストーリー「みんなと消すと超楽しい編」（2016年）[10]

### ライブ・イベント
- 「FAKE MOTION –卓球の王将-」オンラインファンミーティング 第2部（2020年6月13日）[13]
- FAKE MOTION 2021 SS LIVE SHOW（2021年3月25日・3月26日、東京ガーデンシアター）[41]

## 作品

### CD
| 発売日        | タイトル                           | 規格                  | 規格品番                 | 参加曲               | 出典          |
| ------------- | ---------------------------------- | --------------------- | ------------------------ | -------------------- | ------------- |
| 2021年2月24日 | FAKE MOTION －たったひとつの願い－ | CD+DVD                | TYCT-39148 (初回限定盤A) | 全形態共通 04. SMASH | [ 42 ] [ 43 ] |
| 2021年2月24日 | FAKE MOTION －たったひとつの願い－ | CD+フォトブックレット | TYCT-39149 (初回限定盤B) | 全形態共通 04. SMASH | [ 42 ] [ 43 ] |
| 2021年2月24日 | FAKE MOTION －たったひとつの願い－ | CD+フォトブックレット | TYCT-39150 (初回限定盤C) | 全形態共通 04. SMASH | [ 42 ] [ 43 ] |
| 2021年2月24日 | FAKE MOTION －たったひとつの願い－ | CD                    | TYCT-39151 (通常盤)      | 全形態共通 04. SMASH | [ 42 ] [ 43 ] |